# Stanisław Kremes
Stanisław Kremes (ur. 20 marca 1895 w Oziercach, zm. 1940 w Kijowie) – podkomisarz Policji Państwowej, porucznik piechoty Wojska Polskiego, ofiara zbrodni katyńskiej.

## Życiorys
Urodził się w Oziercach (województwo wileńskie) jako syn Franciszka i Justyny z Jurkiewiczów. Służył w I Korpusie Polskim w Rosji gen. Józefa Dowbora-Muśnickiego. Po odzyskaniu przez Polskę niepodległości wstąpił do Wojska Polskiego. Został awansowany do stopnia porucznika w Korpusie Oficerów Piechoty ze starszeństwem z 1 czerwca 1919. Następnie został funkcjonariuszem Policji Państwowej w randze aspirant. Od 1927 do 1931 był Kierownikiem Wydziału I Komendy Powiatowej Policji Państwowej w Nowogródku, później pełnił analogiczny urząd w Komendzie Powiatowej Policji Państwowej w Baranowiczach. Do 1934 został awansowany do stopnia podkomisarza. W 1934 został p.o. Kierownika Komisariatu II w Sosnowcu, a w 1937 kierownikiem Komisariatu Policji Państwowej w Dąbrowie Górniczej.
Po wybuchu II wojny światowej w czasie kampanii wrześniowej prowadził ewakuację urzędów z Dąbrowy Górniczej w kierunku wschodnim. Po agresji ZSRR na Polskę z 17 września 1939 został aresztowany przez sowietów na terenach wschodnich II Rzeczypospolitej, prawdopodobnie w Kowlu. Został zamordowany przez NKWD prawdopodobnie na wiosnę 1940. Jego nazwisko znalazło się na tzw. Ukraińskiej Liście Katyńskiej opublikowanej w 1994 (został wymieniony na liście wywózkowej 65/1-17 oznaczony numerem 1527, jego tożsamość została podana jako Stanisław Kremies). Ofiary tej części zbrodni katyńskiej zostały pochowane na otwartym w 2012 Polskim Cmentarzu Wojennym w Kijowie-Bykowni.

## Ordery i odznaczenia
- Medal Niepodległości (29 grudnia 1933)[3]
- Medal Pamiątkowy za Wojnę 1918–1921
- Medal Dziesięciolecia Odzyskanej Niepodległości
- Medal Zwycięstwa (Médaille Interalliée)
- Medal 10 Rocznicy Wojny Niepodległościowej (Łotwa)[4]

## Upamiętnienie
11 lipca 2012, w ramach akcji „Katyń... pamiętamy” / „Katyń... Ocalić od zapomnienia”, przy Komendzie Miejskiej Policji w Dąbrowie Górniczej został zasadzony Dąb Pamięci honorujący Stanisława Kremesa.